# Psicodinâmica
Psicodinâmica é o estudo e teorização sistemáticos das forças psicológicas que agem sobre o comportamento humano, enfatizando a interação entre as motivações consciente e inconsciente. O conceito original de "psicodinâmica" foi desenvolvido por Sigmund Freud. Freud sugeriu que processos psicológicos são fluxos de psicoenergia num cérebro complexo, estabelecendo uma "psicodinâmica" na base da energia psicológica, que refere-se à libido. Christophe Dejours é um especialista em medicina do trabalho e em psiquiatria e psicanálise. É considerado o pai da psicodinâmica do trabalho e defende que a estrutura mental do indivíduo pode favorecer ou desfavorecer um episódio de doença psíquica.